# Lily Lake (Illinois)
Lily Lake – wieś w Stanach Zjednoczonych, w stanie Illinois, w hrabstwie Kane.